# Immersione notturna

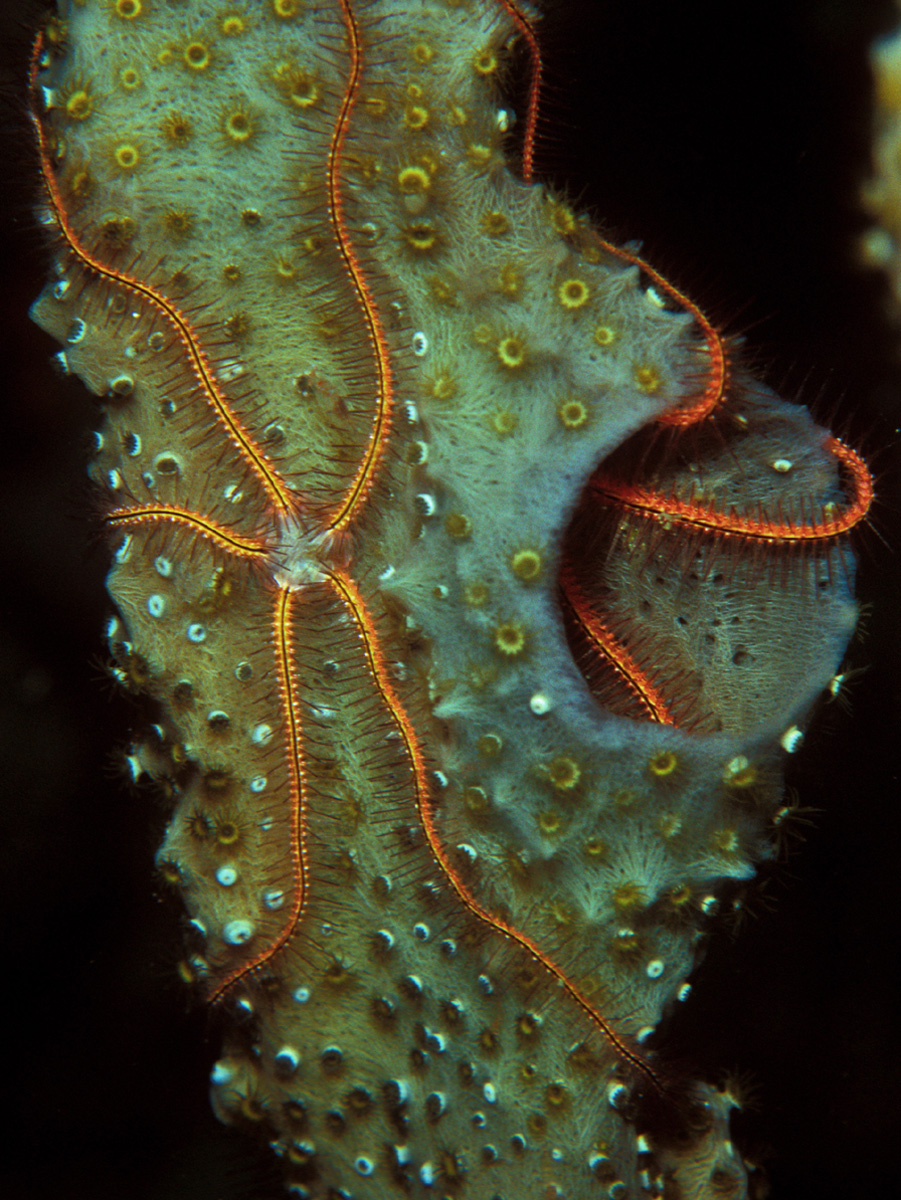
La Ophiothrix suensonii, un echinoderma, fotografato di notte.

Una immersione notturna è un tipo di immersione ricreativa che si svolge al buio, tipicamente di notte. L'esperienza notturna è differente rispetto ad una normale immersione subacquea per via del fatto che una gran parte della fauna marina è notturna, e soprattutto per il fascino che questo particolare tipo di immersione dona all'ambiente marino.

## Fonti luminose artificiali
Nel caso delle immersioni notturne non valgono più le normali leggi di assorbimento cromatico che caratterizzano le immersioni subacquee diurne e la fotografia subacquea, dal momento che la luce naturale è totalmente mancante e va rimpiazzata quindi da fonti luminose alternative.
Si possono utilizzare torce elettriche o fari come illuminazione primaria, e luci chimiche o stroboscopiche per la segnalazione.

### Torce elettriche
Le torce consistono in una lampadina (a LED o a incandescenza), il cui fascio luminoso viene convogliato e puntato da una parabola di materiale riflettente, e da una batteria per l'alimentazione, contenute in un involucro stagno resistente alla pressione. La torcia si distingue dal faro per via della minore potenza luminosa, ma con il vantaggio della maggior durata.
Il colore della luce è tipicamente tendente al rossastro (fanno eccezione i LED, tendenti al bianco) e quindi inadatto per altri fini che non siano la semplice esplorazione: nel caso di fotografia subacquea o di riprese video le torce sono decisamente sconsigliate.

### Fari
I fari sono caratterizzati da un fascio luminoso più potente e più ampio (e quindi, più efficace) e da una richiesta energetica maggiore; il tipo di luce prodotto dai fari è di colore più "bianco" rispetto alle lampade ad incandescenza, con temperatura di colore intorno ai 5000 K.
Queste caratteristiche portano a quelli che sono il difetto maggiore dei fari: il costo elevato e la durata limitata.

### Luci chimiche
Un terzo tipo di fonte luminosa è la luce chimica. Questa consiste in un tubo di plastica flessibile, al cui interno vi sono delle sostanze chimiche che, messe a contatto, sprigionano luminescenza; questo effetto è ottenuto tramite la flessione del tubo.
La durata di queste fonti è anche di qualche ora, sono pertanto utili per l'identificazione durante tutta l'immersione come segnale luminoso.

### Stroboscopiche
Le luci stroboscopiche vengono spesso utilizzate come evidenti segnali di localizzazione della barca di supporto o della cima di risalita, per via dell'elevata potenza. Tipicamente vengono impiegati tubi a gas, che attraversati da una scarica elettrica sprigionano un flash di grande visibilità, con temperature luce anche superiori ai 5600 K.

## Attrezzatura e accorgimenti
Pur valendo i normali accorgimenti utilizzati durante un'immersione subacquea diurna (attrezzatura ridondante, giubbotto ad assetto variabile ecc) ci sono ulteriori parametri da considerare con attenzione. In particolare:
- la boa segnasub deve essere visibile anche al buio, quindi va illuminata con un lampeggiatore giallo o bianco;
- la strumentazione (computer subacqueo, manometro, profondimetro) dovrà essere visibile anche al buio (con lancette fosforescenti) o comunque ben contrastate in modo da poter essere lette facilmente (lancette bianche su fondo scuro o viceversa);
- nella scelta del computer subacqueo andrebbe preferito un modello dotato di segnalazione acustica in caso di eccessiva velocità di risalita, in modo da poter controllare più facilmente l'ambiente senza dover guardare continuamente il display;
- rimanere abbagliati sott'acqua è pericoloso: evitare pertanto di puntare la torcia o il faro direttamente in faccia ai compagni di immersione.

### Ridondanza dell'illuminazione
È necessario avere almeno una torcia subacquea di scorta, se non addirittura due, per evitare di rimanere al buio.
Questo problema non solo lascerebbe il subacqueo nell'oscurità, ma questa non consentirebbe di avere punti di riferimento sia verticali che orizzontali, non si potrebbe leggere la profondità e, quindi, seguire le eventuali tappe di decompressione. Inoltre non si sarebbe visibili agli altri sub e alla barca di supporto, con il rischio di dover risolvere eventuali problemi all'attrezzatura da soli.
Precauzioni comuni nell'uso della torcia sono quelle di portare una luce chimica di scorta, di conoscere e saper usare eventuali segnali luminosi di superficie e in immersione.

## Luminescenza naturale

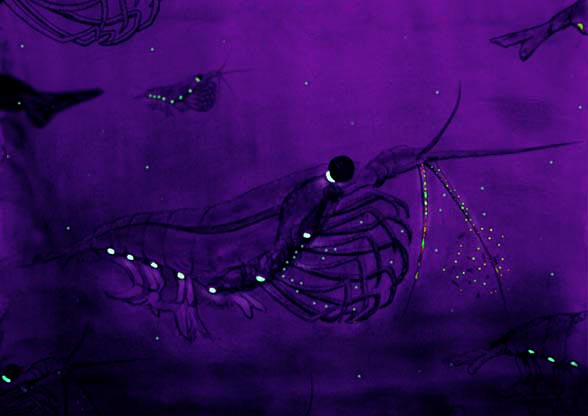
Bioluminescenza nel krill antartico.

È riscontrabile, durante le immersioni notturne, il fenomeno della luminescenza del plancton. Questa si definisce in una scia luminosa, molto blanda ma ben visibile di notte, che si crea all'agitarsi dell'acqua, o con le pinne o con le mani. Questa si verifica per via della capacità di alcuni organismi che compongono il plancton di emettere bioluminescenza a seguito di stimolazioni meccaniche.

## Didattiche
Alcune didattiche, come quella CMAS o SNSI , includono le immersioni notturne già nei brevetti di livello avanzato (due stelle CMAS), altre invece, come Professional Scuba Schools (PSS) vi dedicano corsi specialistici dedicati.